# Gekroesd fonteinkruid
Gekroesd fonteinkruid (Potamogeton crispus) is een overblijvende ondergedoken waterplant die behoort tot de fonteinkruidfamilie (Potamogetonaceae). De plant komt van nature voor in Eurazië en is van daaruit verspreid naar Noord-Amerika.
De plant wordt 20-100 cm lang, vormt een korte, vertakte wortelstok.
en heeft een vaak samengedrukte, vierkantige stengel. Op de stengel zitten twee groeven. Het tot 10 cm lange en 0,5-1,5 cm brede, glanzende blad is sterk gegolfd tot gekroesd. Vandaar de naam gekroesd fonteinkruid. Aan de top van de bladrand zitten scherpe tandjes en vaak ook langs de rest van de bladrand.

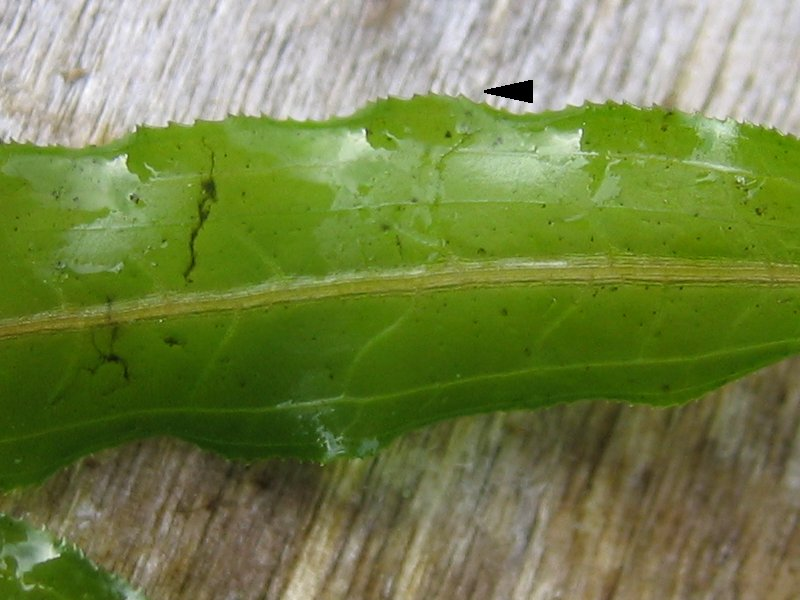
Tandjes langs bladrand

In de herfst worden overwinteringsknoppen (turionen) gevormd, die van de moederplant loslaten en naar de bodem zinken. In het voorjaar stijgen ze weer naar de oppervlakte en ontwikkelen zicht tot nieuwe planten.

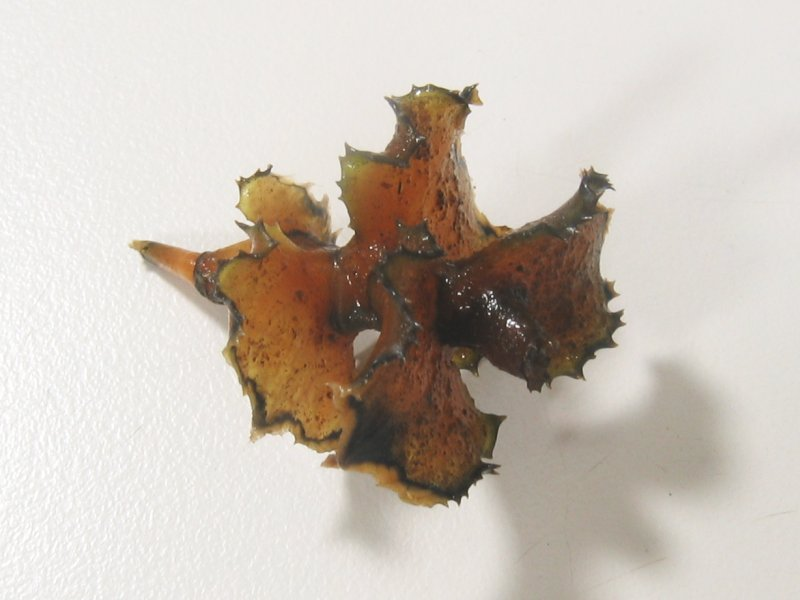
Turion

Gekroesd fonteinkruid bloeit van mei tot juli met groenige bloemen, die boven het water uitkomen. De kroon- en kelkbladen ontbreken. De bloeiwijze is een aar. De bestuiving gebeurt door de wind.
De kleverige vrucht is een 1-1,2 cm lange steenvrucht. Ze zijn vaak aan de voet iets met elkaar vergroeid. De haakvormig gekromde snavel is 5-6 mm lang. Verspreiding vindt plaats door het water en door vogels.
De plant komt meestal voor in ondiep, stilstaand en stromend water.